# Haemanthus deformis
Haemanthus deformis là một loài thực vật có hoa trong họ Amaryllidaceae. Loài này được Hook.f. mô tả khoa học đầu tiên năm 1871.